# فيرخين ديل مار
جزيرة فيرخين ديل مار (بالإسبانية: Isla de la Virgen del Mar) جزيرة إسبانية تقع في بحر كانتابريا، هي تابعة لمنطقة كانتابريا شمال إسبانيا.
تبلغ مساحة جزيرة فيرخين ديل مار 0,079 كم².